# Bargen (Helmstadt-Bargen)

Wappen von Bargen

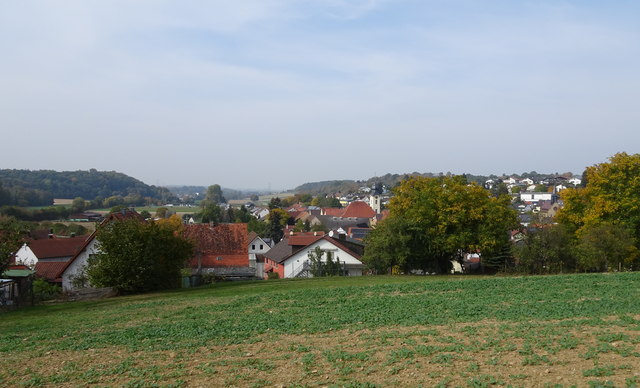
Blick auf den Ort

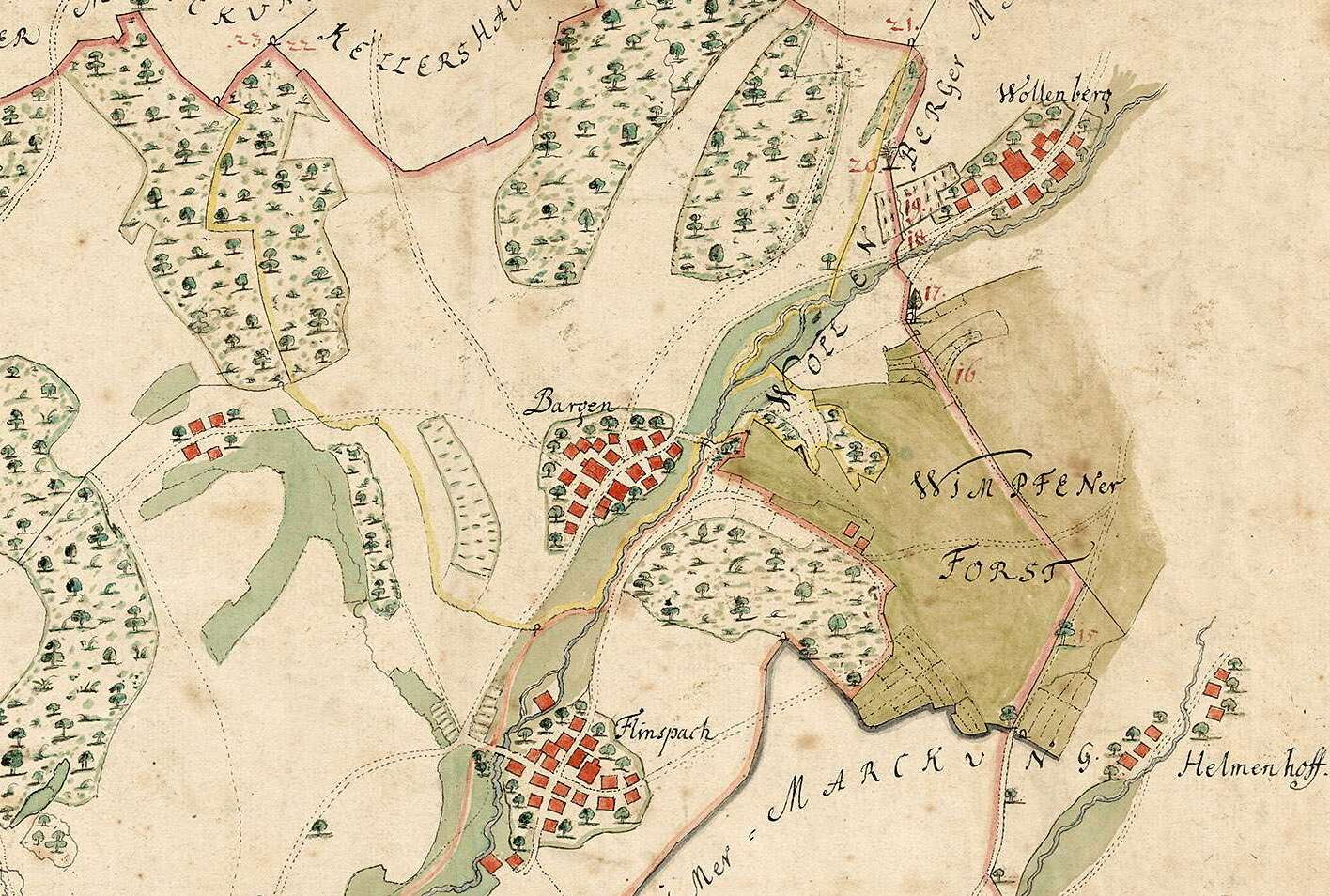
Bargen auf einer Karte von 1748

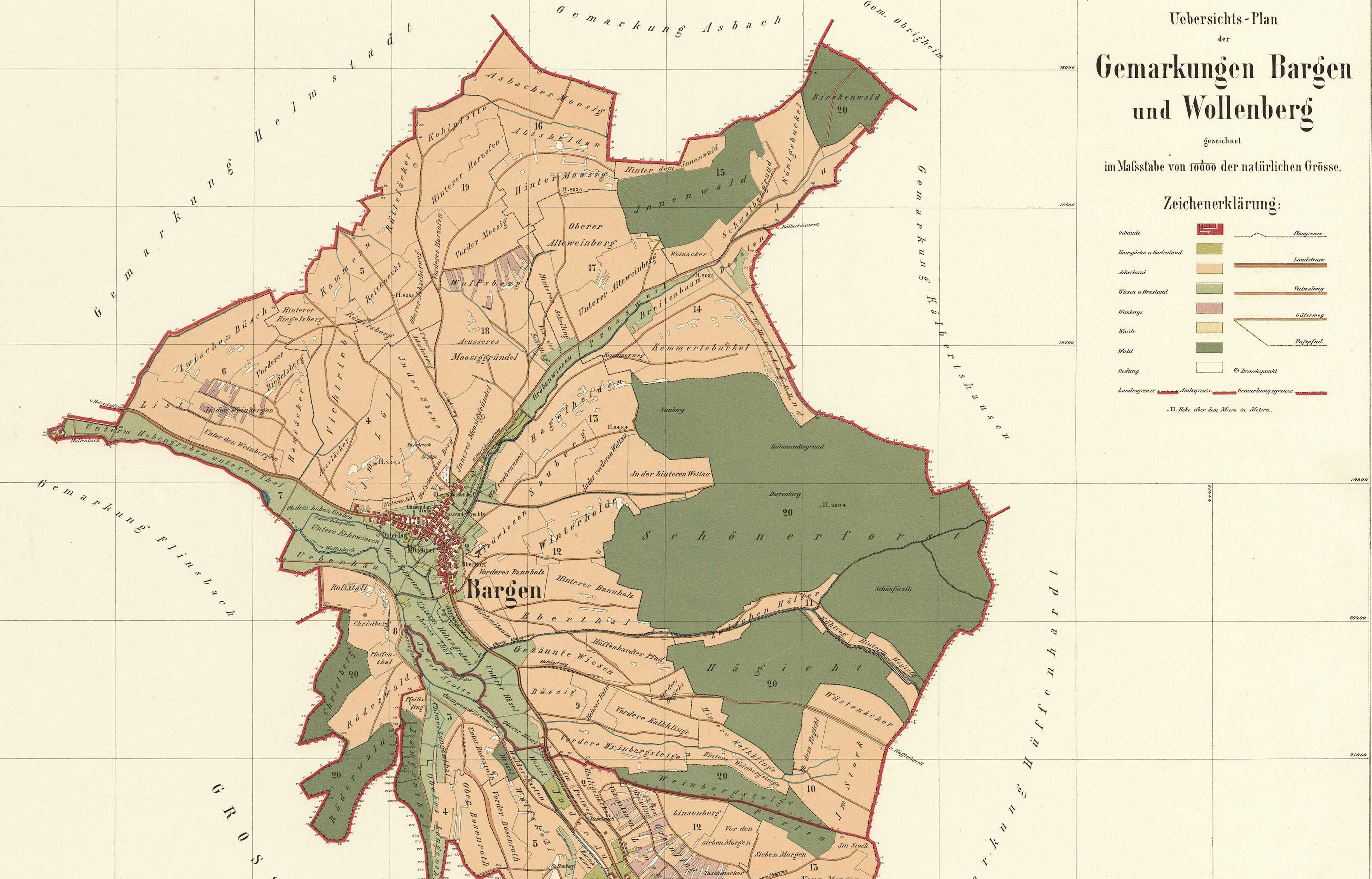
Gemarkung Bargen, Stand 1883

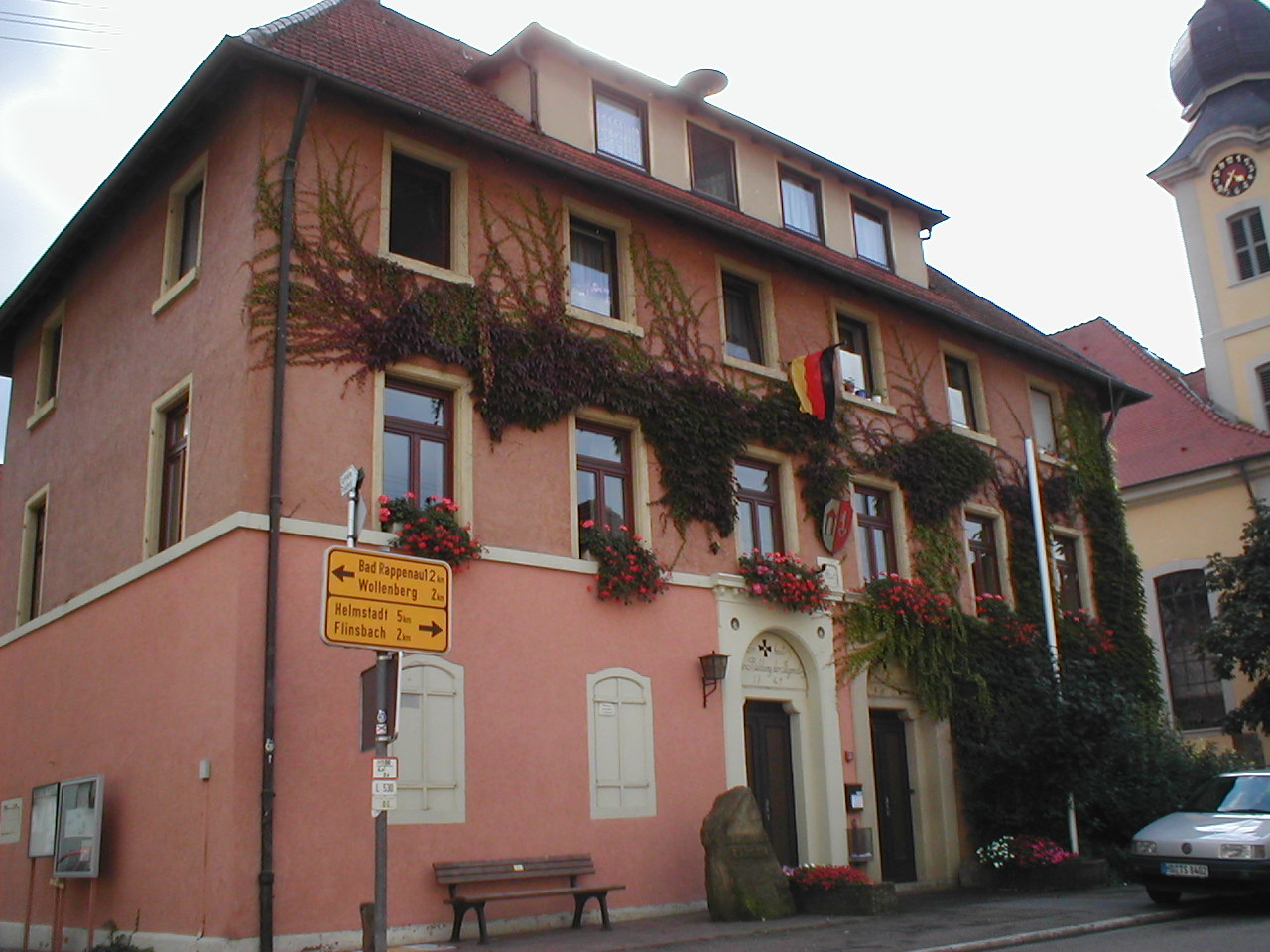
Rathaus von Bargen

Bargen ist eine Ortschaft im Nordwesten von Baden-Württemberg. Es bildet heute einen Teil der Gemeinde Helmstadt-Bargen im Rhein-Neckar-Kreis.

## Geographie
Bargen liegt im nördlichen Teil des Kraichgaus am rechten Ufer des Wollenbachs. Dort mündet in ihn der Gäulbach, der von Nordosten kommt. Die Gegend ist flachwellig und landwirtschaftlich geprägt. Strukturell handelt es sich beim alten Teil des Ortes um ein Straßendorf mit einer späteren Erweiterung in nördlicher Richtung.
Benachbarte Gemeinden (auch ehemalige) sind, beginnend im Westen und dann im Uhrzeigersinne, Flinsbach, Helmstadt, Asbach, Obrigheim, Kälbertshausen, Hüffenhardt, Wollenberg und Helmhof.

## Geschichte
Bargen bildet einen Ausbauort des frühen Mittelalters, was 1952 durch den Fund eines  Gräberfeldes aus fränkischer Zeit nachgewiesen werden konnte. Wie im Lorscher Codex belegt, wurde es 793 urkundlich erstmals erwähnt. Der Name leitet sich  vermutlich von Parac ab, was Heuhütte bedeutet.
Der Ort fiel in ein Gebiet, für das im Mittelalter die Bischöfe von Worms die Immunität für Wimpfen besaß. Während die Landesherrschaft bei der Kurpfalz lag, war es das Hochstift Worms in Bezug auf die Ortsherrschaft. Sie wurde verlehnt an verschiedene Adlige, unter denen zunächst die Herren von Helmstatt, dann die Herren von Ehrenberg und schließlich die Grafen Kratz von Scharfenstein waren. Ab 1719 blieb es unmittelbar wormsisch.

## Verwaltungszugehörigkeit
Als Kurpfälzer Ort hatte Bargen zur Stüber Zent gezählt und war dem Oberamt Heidelberg unterstanden. Mit deren Auflösung 1806 fiel es an Baden. Dort kam es zunächst zum Amt Neckarschwarzach, das aber bereits 1813 aufgelöst wurde. Zwischen 1813 und 1857 gehörte der Ort zum Bezirksamt Neckarbischofsheim, dann zum Bezirksamt Sinsheim. Aus diesem ging 1939 der gleichnamige Landkreis hervor.

## Gemeinde
Bargen hatte früher eine eigenständige Gemeinde gebildet. Anfang 1975 wurde Bargen mit Helmstadt zusammengeschlossen und die Gemeinde in Helmstadt-Bargen umbenannt.

## Verkehr
Durch Bargen verläuft die Landesstraße 530, die von Helmstadt im Nordwesten kommt und den Ort mit Bad Wimpfen im Südosten verbindet. Von ihr zweigt in Bargen die Kreisstraße 4186 ab, die in nordöstlicher Richtung nach Kälbertshausen führt.

## Religiöses
In Bargen stehen sowohl die evangelische als auch die katholische Kirche unter Denkmalschutz.